# Astatoreochromis vanderhorsti
Astatoreochromis vanderhorsti là một loài cá thuộc họ Cichlidae.
Nó được tìm thấy ở Burundi và Tanzania. Môi trường sống tự nhiên của nó là các con sông.